# 高健 (足球运动员)
高健（1982年8月10日—），中国足球运动员，司职前鋒，曾効力长春亚泰，2008年被租借効力于深圳上清飲。2012年转会加盟新成立的中乙球会青海森科，赛季结束后因欠薪争议引发媒体关注。

## 职业生涯

### 早期
高健1989年进入沈阳市黄河小学读书，同时进入辽宁省少年足球队参加训练。1994年，高健转入高丰文足球学校，与杜震宇、张宝峰是队友。

### 长春亚泰
1996年，长春亚泰向高丰文足球学校打包购买了包括高健在內的一批球员，转会费为每人2万元人民币。2000年，长春亚泰二队以“长春参一”之名参加中国足球乙级联赛，高健身披16号球衣，帮助球队打入四强。2001年，高健进入长春亚泰一队。2002年，高健以7个进球位列甲B联赛射手榜第2名。
2005年，高健隨长春亚泰夺得中甲联赛亚军，升级中超。然而，2007年，长春亚泰引进的外援埃尔维斯、达扎吉表现上佳，高健失去了首发位置。2007年6月，媒体报道高健将赴俄罗斯超级联赛球队试训，如果试训不成功的话，将直接加盟塞尔维亚足球超级联赛球队库拉哈伊杜克。库拉哈伊杜克之前给长春亚泰俱乐部发来传真，称愿意签入高健，而且不需要试训。但是高健没能远赴塞尔维亚，据说是签证出了问题，原因是“那里有恐怖分子”。之后，高健仍然留在长春亚泰队中。2007年，高健随长春亚泰夺得中超联赛冠军。2008年，由于在长春亚泰打不上主力，高健租借加盟深圳上清飲一年，租借费30万人民币。 2010年亚洲冠军联赛小组赛中，高健曾在对佩西普拉的比赛中上演帽子戏法。

### 青海森科
2012年，高健加盟新组建的乙级联赛球队青海森科，出任助理教练兼球员。 高健出场21次，打入7球。赛季末，媒体爆出高健在2012年中乙联赛全国总决赛半决赛第二回合与贵州智诚的比赛前被俱乐部禁赛，赛季结束高健离队时俱乐部拖欠工资12.4万人民币。高健为此上诉中国足协。而青海森科俱乐部的回应是因高健的“非体育道德行为”向其罚款15万元人民币。俱乐部称，高健的“非体育道德行为”包括操纵比赛、带头不赢球、联络队员炒掉教练、带头破坏基地设施等。俱乐部承认欠薪，不过会在2013年1月15日前解决。高健回应，称俱乐部的指控都不符实。高健还表示，被拖欠工资的不止自己一人，球队因为欠薪赛前只能吃6元一碗的拉面；自己讨薪还遭到了打断腿的威胁。同时，高健的队友任永顺在微博上爆料，称青海森科俱乐部所说确为实事，高健不仅操纵比赛、意图炒教练，还借队友单夏路、栗鑫的钱不还，离队时顺手拿走了队友赵万的音响。任永顺还提到俱乐部待高健不薄，并斥高健为“白眼狼”。 中国足协后来回应，希望青海森科与高健双方妥善解决欠薪事宜。
高健还在2013年初参加了贵州智诚的试训。智诚起初表示“加盟的可能性非常大” ，不过后来并未与高健签约。

## 家庭
2008年26岁的高健面对媒体时称自己的女友是20岁的东北师范大学学生高佳莹。2009年媒体报道吉林大学20岁的俄罗斯留学生萨沙成了高健的新女友。2011年11月6日，高健与韩国空姐裴永恩成婚。

## 出场纪录
最后更新：2013年3月1日
| 赛季 | 球队       | 联赛 | 联赛 | 联赛 | 足协杯 | 足协杯 | 中超杯 | 中超杯 | 亚冠 | 亚冠 | 总计 | 总计 |
| 赛季 | 球队       | 联赛 | 出场 | 进球 | 出场   | 进球   | 出场   | 进球   | 出场 | 进球 | 出场 | 进球 |
| ---- | ---------- | ---- | ---- | ---- | ------ | ------ | ------ | ------ | ---- | ---- | ---- | ---- |
| 2001 | 长春亚泰   | 甲B  | 0    | 0    | 0      | 0      | -      | -      | -    | -    | 0    | 0    |
| 2002 | 长春亚泰   | 甲B  | ?    | 7    | ?      | ?      | -      | -      | -    | -    | 0    | 7    |
| 2003 | 长春亚泰   | 甲B  | 23   | 5    | ?      | ?      | -      | -      | -    | -    | 23   | 5    |
| 2004 | 长春亚泰   | 中甲 | 22   | 4    | 1      | 0      | -      | -      | -    | -    | 23   | 4    |
| 2005 | 长春亚泰   | 中甲 | 16   | 2    | 0      | 0      | -      | -      | -    | -    | 16   | 2    |
| 2006 | 长春亚泰   | 中超 | 18   | 2    | ?      | 0      | -      | -      | -    | -    | 18   | 2    |
| 2007 | 长春亚泰   | 中超 | 7    | 0    | -      | -      | -      | -      | -    | -    | 7    | 0    |
| 2008 | 深圳上清饮 | 中超 | 14   | 3    | -      | -      | -      | -      | -    | -    | 14   | 3    |
| 2009 | 长春亚泰   | 中超 | 8    | 1    | -      | -      | -      | -      | -    | -    | 8    | 1    |
| 2010 | 长春亚泰   | 中超 | 12   | 0    | -      | -      | -      | -      | 4    | 3    | 16   | 3    |
| 2011 | 长春亚泰   | 中超 | 6    | 0    | 1      | 0      | -      | -      | -    | -    | 7    | 0    |
| 2012 | 青海森科   | 中乙 | 21   | 7    | -      | -      | -      | -      | -    | -    | 21   | 7    |
| 总计 | 总计       | 总计 | 147  | 31   | 2      | 0      | 0      | 0      | 4    | 3    | 153  | 34   |

注：因缺乏资料，代表长春参一参加中国足球乙级联赛的赛季不予列入。表中“?”表示缺乏资料。